# Терновая (Ростовская область)
Терновая — слобода в Миллеровском районе Ростовской области. Входит в состав Ольхово-Рогского сельского поселения.

## География

### Улицы
- ул. Колхозная,
- ул. Лебяжья,
- ул. Молодёжная,
- ул. Нижняя,
- ул. Песчаная,
- ул. Речная,
- ул. Спортивная,
- ул. Степная,
- ул. Школьная.

## История
В 1763 году хутором Терновым владел старшина Андрей Дячкин. В это время там числилось 95 жителей мужского пола. К 1820-м годам население хутора увеличилось и составило 525 человек (261 мужчина и 264 женщины). На хуторе насчитывалось 70 дворов. В документах, в которых говорится про хутор и его владельца по состоянию на 1797 год, Андрей Дячкин обозначен уже как потомственный дворянин, который начал и завершил строительство Христорождественской церкви. Дячкин был женат на Феодосии Авраамовне — сестре Ивана Авраамовича Миллера, основателя Станции Миллерово. Супруги проживали в своём имении, которое было расположено возле слободы Терновой. Дячкин после смерти оставил своё имение своей жене, которая им и управляла. Иван Миллер жил с 1810 по 1820 год в имении. Известно, что в 1824 году в Христорождественской церкви был крещён внук Ивана Миллера. В 1850-х годах владельцами слободы были Иловайские.

## Население
| 2010 |
| ---- |
| 595  |